# Блумбург (Техас)
Блумбург (англ. Bloomburg) — місто (англ. town) в США, в окрузі Кесс штату Техас. Населення — 321 особа (2020).

## Географія
Блумбург розташований за координатами 33°8′16″ пн. ш. 94°3′33″ зх. д. / 33.13778° пн. ш. 94.05917° зх. д. (33.137797, -94.059076).  За даними Бюро перепису населення США в 2010 році місто мало площу 2,61 км², уся площа — суходіл.

## Демографія
Згідно з переписом 2010 року, у місті мешкали 404 особи в 155 домогосподарствах у складі 116 родин. Густота населення становила 155 осіб/км².  Було 186 помешкань (71/км²).
Расовий склад населення:
| - 85,1 % — білих - 11,4 % — чорних або афроамериканців - 1,7 % — корінних американців - 0,2 % — азіатів |

До двох чи більше рас належало 1,5 %. Частка іспаномовних становила 4,2 % від усіх жителів.
За віковим діапазоном населення розподілялося таким чином: 26,5 % — особи молодші 18 років, 60,1 % — особи у віці 18—64 років, 13,4 % — особи у віці 65 років та старші. Медіана віку мешканця становила 36,8 року. На 100 осіб жіночої статі у місті припадало 92,4 чоловіків;  на 100 жінок у віці від 18 років та старших — 96,7 чоловіків також старших 18 років.
Середній дохід на одне домашнє господарство  становив 40 449 доларів США (медіана — 32 885), а середній дохід на одну сім'ю — 48 117 доларів (медіана — 37 917). Медіана доходів становила 33 438 доларів для чоловіків та 18 750 доларів для жінок. За межею бідності перебувало 24,3 % осіб, у тому числі 38,2 % дітей у віці до 18 років та 5,5 % осіб у віці 65 років та старших.
Цивільне працевлаштоване населення становило 151 особа. Основні галузі зайнятості: освіта, охорона здоров'я та соціальна допомога — 26,5 %, сільське господарство, лісництво, риболовля — 13,9 %, фінанси, страхування та нерухомість — 9,9 %, роздрібна торгівля — 8,6 %.